# Philibert Tsiranana
Vous lisez un « article de qualité » labellisé en 2008.
Philibert Tsiranana, né le 18 octobre 1910 à Ambarikorano et mort le 16 avril 1978 à Antananarivo, est un homme d'État malgache. Il est le premier président de la République malgache, de 1959 à 1972.
Pendant douze ans, la République de Tsiranana connaît une stabilité institutionnelle qui tranche face aux troubles politiques qui secouent l'Afrique francophone à la même époque. L'économie progresse lentement en suivant la voie d'un socialisme pragmatique. Madagascar se voit attribuer le surnom d'« Île heureuse ». Cette particularité participe à la construction de sa popularité.
Son bilan aurait pu apparaître honorable s'il n'avait pas connu une fin de mandat plus que mitigée. Usé sur le plan physique et politique, corrompu par le pouvoir, Tsiranana peine à dissimuler derrière l'image populaire d'un bienveillant maître d'école, son penchant pour l'autoritarisme. Il demeure toutefois une figure politique malgache de premier plan et reste connu dans son pays comme le « père de l'indépendance ».

## Le parcours républicain d'un colonisé malgache

### Les années de formation (1910-1955)

#### Du bouvier à l'enseignant

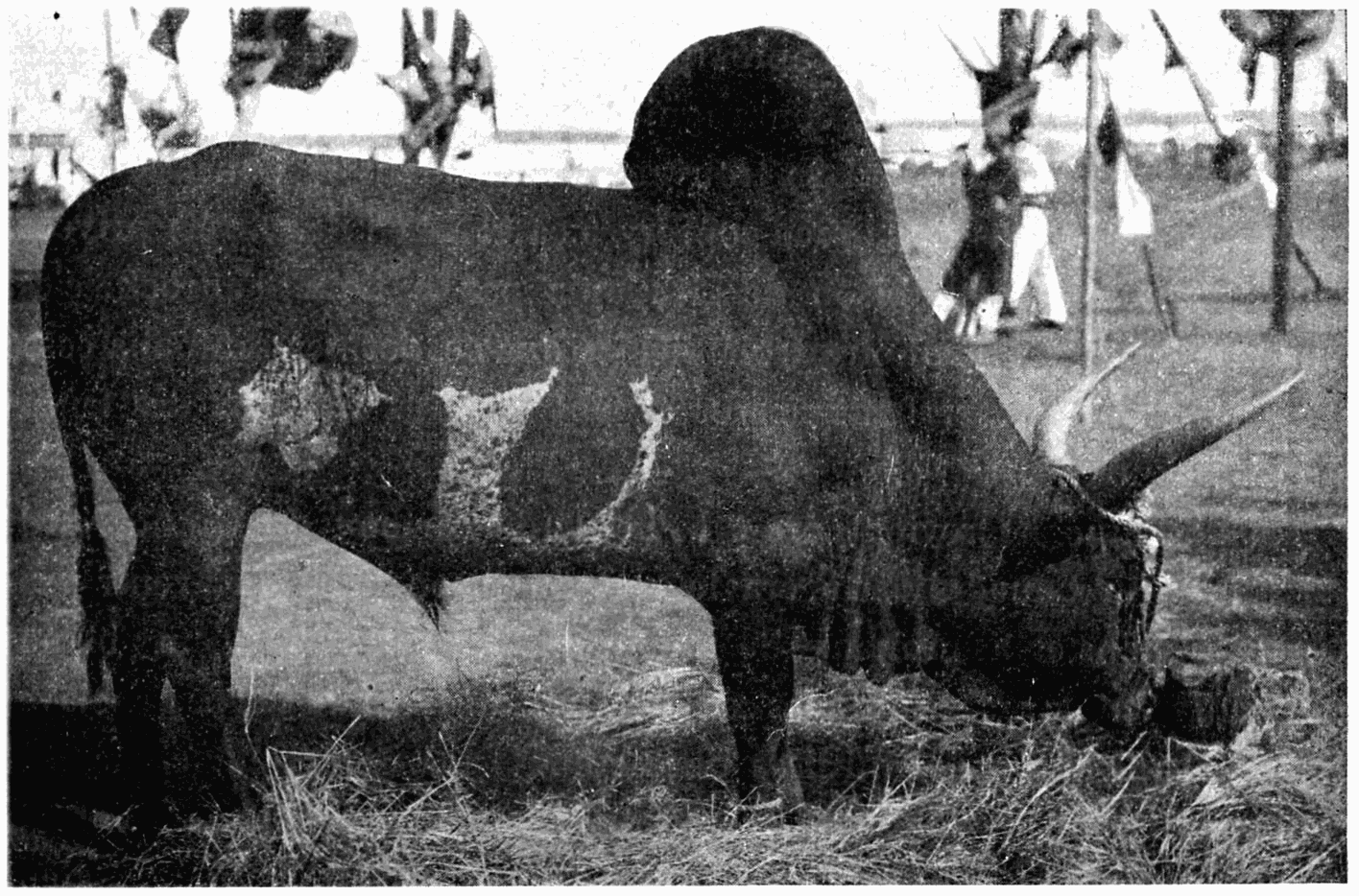
Zébu de Madagascar

Philibert Tsiranana naît, selon sa biographie officielle, le 18 octobre 1912 à Ambarikorano dans le district de Mandritsara. Sa naissance remonterait en fait à 1910. Il est le fils de Madiomanana et de Fisadoha, des éleveurs aisés de zébus et des notables ruraux côtiers chrétiens du pays tsimihety. Destiné à devenir bouvier, il garde à cet effet le troupeau de bœufs familial jusqu'à l'âge de onze ans mais à la suite de la mort de son père, il est confié à son frère ainé Zamanisambo qui l'envoie à l'école primaire d'Anjiamangirana.
En 1926, il est admis 8e sur 25 à l'école régionale d'Analalava où il obtient son certificat d'études du second degré. En 1930, il entre à l'école formatrice des futurs cadres de la société malgache, « Le Myre de Vilers » de Tananarive où il suit les cours de la « section normale ». Sorti major avec un diplôme d'instituteur, il commence une carrière d'enseignement dans sa région natale, puis s'oriente en 1942 vers le professorat et obtient en 1945, grâce à des cours de perfectionnement à Tananarive, le concours de professeur-assistant(équivalent d'un poste de professeur d'école régionale). En 1946, il bénéficie d'une bourse lui permettant de poursuivre ses études à l'École normale d'instituteurs de Montpellier.

#### Du communisme au PADESM
En 1943, Philibert Tsiranana adhère au Syndicat professionnel des instituteurs puis en 1944, à la CGT. Avec la fin de la Seconde Guerre mondiale et la création de l'Union française par la Quatrième République, la société coloniale à Madagascar se libéralise. Les colonisés ont désormais le droit de s'organiser politiquement. Tsiranana adhère ainsi en janvier 1946 aux Groupes d'études communistes (GEC) de Madagascar, sur les conseils de son mentor Paul Ralaivoavy. Il y assure les fonctions de trésorier. Les GEC lui permettent de rencontrer les futurs cadres du PADESM (Parti des déshérités de Madagascar), parti dont il est un des membres fondateurs en juin 1946.
Le PADESM est une organisation politique composée essentiellement de Mainty et de Tanindrana originaires du littoral (les « côtiers »). Le PADESM est né à la suite de la tenue des élections constituantes françaises de 1945 et 1946. Pour la première fois Madagascar prend part à des scrutins métropolitains, des colons et des autochtones sont élus à l'Assemblée nationale française. Afin qu'un des deux sièges de député attribués aux indigènes de Madagascar leur soit concédé, les côtiers auraient approché le Mouvement démocratique de la rénovation malgache (MDRM) dirigé par les Mérinas des Hauts-Plateaux,. Les côtiers souhaitent la circonscription de l'ouest pour Paul Ralaivoavy, laissant la circonscription de l'est aux Merinas avec Joseph Ravoahangy. L'accord n'est pas respecté, le Merina Joseph Raseta remporte le second siège en octobre 1945 et juin 1946. Inquiets par un éventuel retour de « pouvoir Merina », les côtiers fondent alors le PADESM afin de contrer les revendications nationalistes du MDRM, s'opposant de fait à l'indépendance, une position justifiée en 1968 par Tsiranana :
« si on l'avait demandée dès 1946, c'était à coup sûr la guerre civile car les côtiers n'étaient pas d'accord. Étant donné leur niveau intellectuel à l'époque, ils seraient restés de petits chefs de villages, des subordonnés, des subjugués, pour ne pas dire des esclaves, tant le fossé entre gens des côtes et gens des hauts-plateaux était énorme ».
En juillet 1946, du fait de son proche départ pour l'École normale de Montpellier, Tsiranana aurait refusé le poste de secrétaire général du parti. Tsiranana se serait fait remarquer par ses contributions au journal du PADESM, Voromahery dans lequel il signe ses articles sous le pseudonyme de Tsimihety, en référence à sa province natale.

#### Le séjour dans la métropole

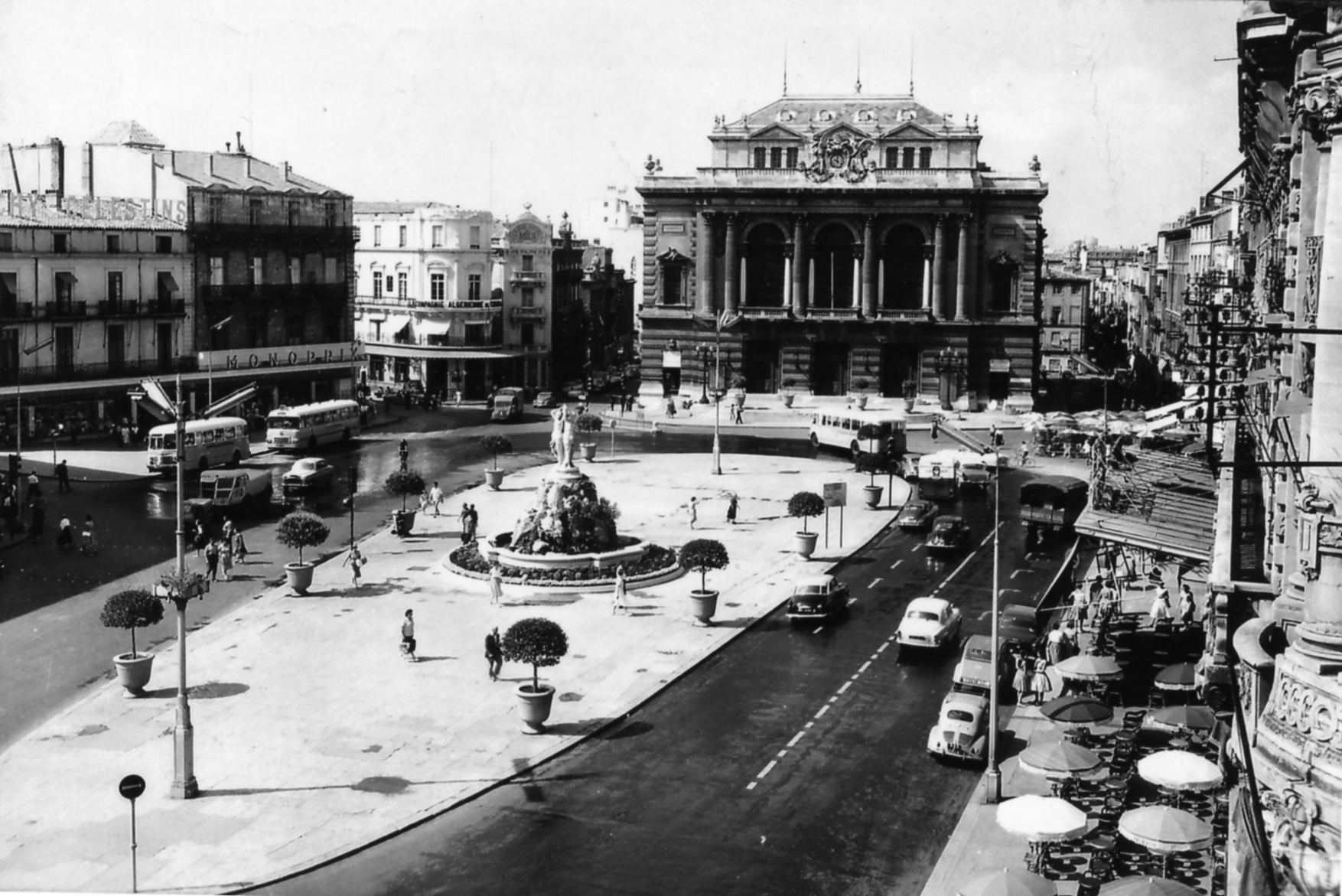
La place de la Comédie à Montpellier.

Ce voyage dans la France d'après-guerre en pleine reconstruction, sujette aux aléas politiques de la IVe République, lui permet d'échapper à l'insurrection malgache de 1947 et à toute compromission dans ces événements sanglants. Ému par cette tragédie, Tsiranana qui pourtant n'est pas un partisan de l'indépendance, participe le 21 février 1949 à une manifestation anti-coloniale à Montpellier.
Durant son séjour, il prend conscience du problème du recrutement des élites malgaches. Il constate que sur les 198 étudiants malgaches en France, seuls 17 sont côtiers. Or dans son esprit, il ne peut y avoir d'union franche entre tous les Malgaches s'il demeure entre la côte et les Hauts-Plateaux, un écart culturel. Afin d'y remédier, il fonde successivement deux amicales : l'Association des étudiants malgaches côtiers (AEMC) en août 1949, puis l'Association culturelle des intellectuels malgaches côtiers (ACIMCO) en septembre 1951 à Madagascar. Ces créations, mal vécues par les Merina, lui sont reprochées.
De retour sur la Grande île en 1950, il est nommé professeur de l'enseignement technique à l'École industrielle de Tananarive située sur les Hauts Plateaux. Il y enseigne le français et les mathématiques. Mal à l'aise dans cet établissement, il est affecté à l'école « Le Myre de Vilers » où ses compétences sont plus appréciées.

#### Un progressiste ambitieux

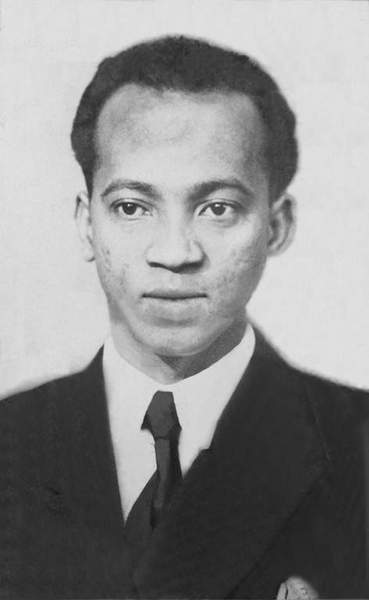
Le sénateur Norbert Zafimahova, représentant Madagascar au Conseil de la République de 1948 à 1959

Reprenant ses activités au PADESM, il milite à l'aile gauche du parti dans le but de le réformer. Il considère le comité directeur trop inféodé à l'administration. Surtout, il entend mener une action d'union avec l'ensemble des Malgaches, toute composante confondue<. Dans un article publié le 24 avril 1951 dans Varomahery, intitulé « Mba Hiraisantsika » (Pour nous unir), il invite les côtiers et Merina à une réconciliation pour les prochaines élections législatives. En octobre, dans le bimensuel Ny Antsika (« Les Nôtres ») qu'il a fondé, il lance un appel aux élites malgaches afin qu'elles « forment une seule tribu ». Cet appel au rassemblement cache une manœuvre électorale : Tsiranana aspire à prendre part aux législatives de 1951 dans la circonscription de la côte ouest. La tactique échoue car loin de faire l'unanimité, soupçonné par la classe politique côtière d'être communisant, il est contraint de renoncer à sa candidature en faveur du « modéré » Raveloson-Mahasampo,.
Le 30 mars 1952, il est élu conseiller provincial dans la 3e circonscription de Majunga sur la liste unique « Progrès social ». Il cumule cette fonction avec celle de conseiller à l'Assemblée représentative de Madagascar. Aspirant toujours à un mandat métropolitain, il se porte candidat en mai 1952, aux élections qu'organise l'Assemblée territoriale de Madagascar pour l'envoi de cinq sénateurs au Conseil de la République. Sachant que deux de ces fauteuils, conformément à la pratique du double collège électoral, sont réservés à des citoyens français, Tsiranana simple citoyen de l'Union française ne peut prétendre qu'à un des trois fauteuils attribués au collège des autochtones. Il est battu par Pierre Ramampy, Norbert Zafimahova et Ralijaona Laingo,. Affecté par cette défaite, Tsiranana se met à accuser ouvertement en 1954, l'administration coloniale de « discrimination raciale » Avec d'autres élus autochtones, il suggère à Pierre Mendès France, l'instauration d'un collège électoral unique.
Cette même année, il adhère à la nouvelle Action madécasse, « troisième force entre nationalistes durs et partisans du statu quo » qui prône la réalisation de la paix sociale dans l'égalité et la justice. Tsiranana cherche à se donner une image nationale dépassant le seul caractère côtier et régional du PADESM, d'autant que désormais, ce n'est plus seulement un État libre dans l'Union française qu'il revendique mais une indépendance progressive obtenue par négociation avec la France.

### L'irrésistible ascension politique (1956-1959)

#### Le député de Madagascar au Palais-Bourbon

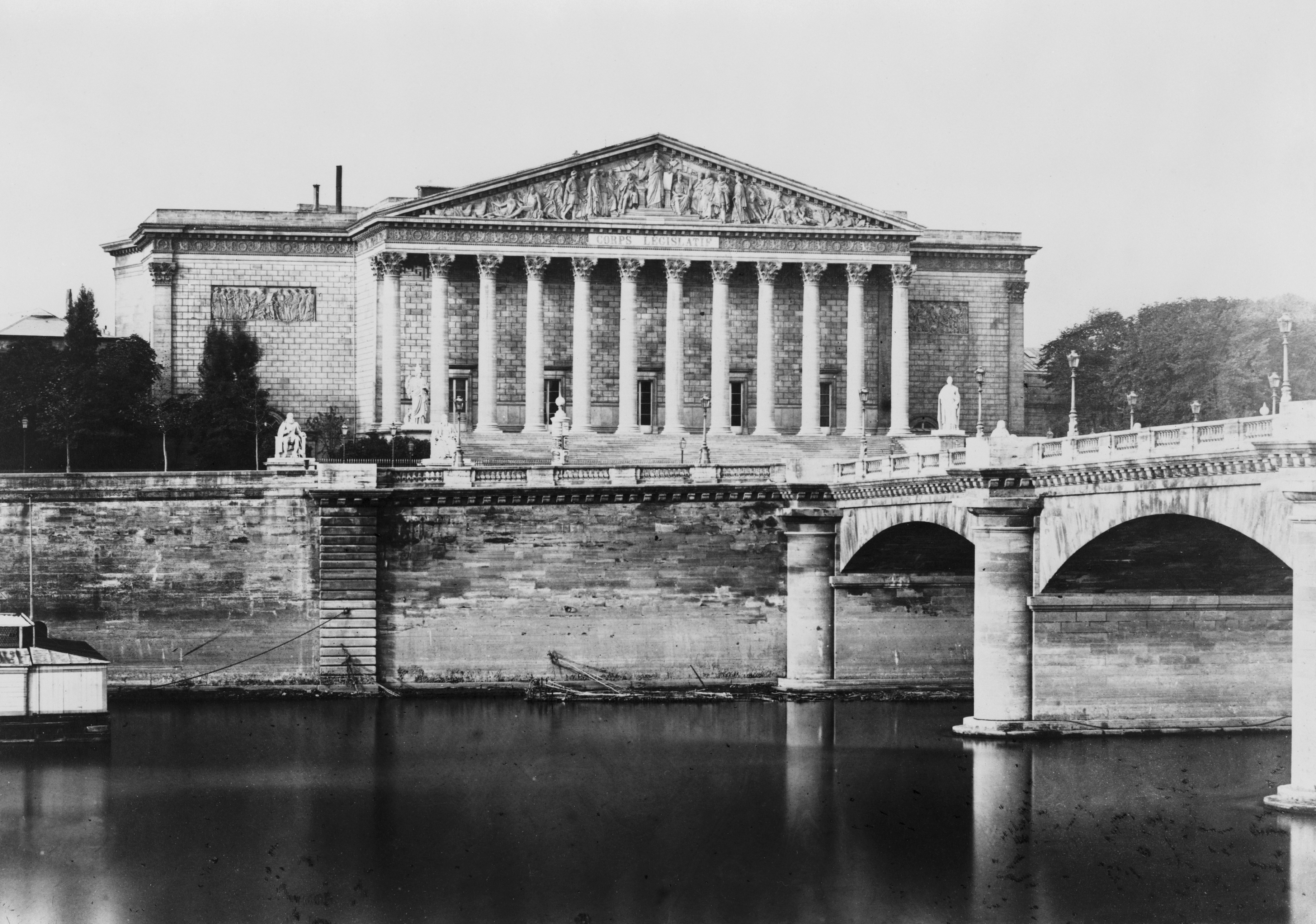
Le Palais Bourbon

En 1955, de passage en France dans le cadre de ses congés administratifs, il adhère à la Section française de l'Internationale ouvrière (SFIO) en vue des élections législatives de janvier 1956. Durant sa campagne électorale Tsiranana a pu compter sur le soutien du Front national malgache (FNM) dirigé par des Merina issus de l'Action madécasse, et surtout sur celui du haut-commissaire André Soucadaux qui voit en lui le nationaliste raisonnable que recherche l'administration. Fort de ces soutiens et de la notoriété qu'il s'est construite les cinq dernières années, il est triomphalement élu député par 253 094 voix sur 330 915 dans la circonscription de l'ouest.
Au Palais Bourbon, il s'inscrit dans le groupe socialiste. Il gagne rapidement une réputation de franc-parleur : en mars 1956, il affirme l'insatisfaction des Malgaches pour l'Union française, simple continuité selon lui, du colonialisme sauvage (« tout cela n'est que façade, le fond reste le même »). Il en arrive à réclamer l'abrogation de la loi d'annexion d'août 1896. Enfin, prêchant la réconciliation, il réclame en juillet 1956, la libération de tous les prisonniers de l'insurrection de 1947. Par cette politique liant amitié avec la France, revendication indépendantiste et recherche de l'unité nationale, Tsiranana acquiert une stature nationale.
Son mandat de député est aussi l'occasion d'affermir légalement ses intérêts politiques locaux. Sous motif d'égalité, il obtient pour son bastion du nord et du nord-ouest, une sur-représentation à l'Assemblée territoriale de Madagascar. Par ailleurs œuvrant avec énergie en faveur d'une importante décentralisation provinciale sous prétexte d'optimiser l'action économique et sociale sur la Grande île, il s'attire les critiques acerbes du Parti communiste français (PCF) qui, allié aux nationalistes durs de Tananarive, l'accuse de vouloir « balkaniser » Madagascar. Tsiranana en garde une solide rancœur anticommuniste. Cet attachement à la propriété le mène à déposer le 20 février 1957, son unique proposition de loi : une « aggravation des peines contre les voleurs de bœufs » que le code pénal français ne prend nullement en compte.

#### L'apprenti homme d'État malgache

##### La création du PSD et la loi-cadre Defferre
Tsiranana s'impose progressivement comme le leader des côtiers. Il fonde le 28 décembre 1956 à Majunga, avec des éléments de l'aile gauche du PADESM dont André Resampa, le Parti social-démocrate (PSD). L'affiliation est portée à la SFIO. Le PSD dépasse rapidement les perspectives limitées du PADESM, dont il est plus ou moins l'héritier. Il représente tout à la fois les notables ruraux côtiers, les fonctionnaires et les partisans de l'indépendance anticommunistes. D'emblée, son parti bénéficie des préférences de l'administration coloniale, dans la perspective des transferts progressifs du pouvoir exécutif prévus par la loi-cadre Defferre.
L'entrée en vigueur de la loi-cadre est prévue après que se soient tenues les élections territoriales de 1957. Le 31 mars, Tsiranana est réélu conseiller provincial sur la liste « Union et Progrès social » avec 79 991 voix sur 82 121 inscrits. Tête de liste, il est nommé président de l'Assemblée provinciale de Majunga et est reconduit dans ses fonctions de conseiller à l'Assemblée représentative de Madagascar le 10 avril 1957. Le 27 mai, cette assemblée élit un Conseil du gouvernement. À l'Assemblée représentative, le PSD de Tsiranana ne compte que 9 membres. Un gouvernement de coalition est formé avec à sa tête Philibert Tsiranana en qualité de vice-président, le président étant de droit le haut-commissaire André Soucadaux. Tsiranana obtient que son bras droit, André Resampa, soit nommé au portefeuille de l'Éducation.
Installé au pouvoir, Tsiranana conforte peu à peu son autorité. Le 12 juin 1957 est créée une seconde section du PSD dans la province de Tuléar : 16 conseillers de l'Assemblée provinciale s'y affilient, le PSD prend le contrôle de la province de Tuléar. Comme beaucoup de dirigeants politiques africains de l'Union française, Tsiranana déplore publiquement que ses prérogatives de vice-président du Conseil soient assez limitées. En avril 1958, lors du 3e congrès du PSD, il reproche à la loi-cadre, le caractère bicéphale qu'elle impose au Conseil : pour lui, la présidence du gouvernement malgache ne doit pas être occupée par le haut-commissaire. L'accession du général de Gaulle au pouvoir en juin 1958 change la donne. Par une ordonnance du gouvernement national, l'ordre hiérarchique dans les territoires d'outre-mer est modifié au profit des élus locaux. Tsiranana devient ainsi le 22 août 1958, le président officiel du Conseil du gouvernement de Madagascar.

##### Le promoteur de la Communauté franco-africaine

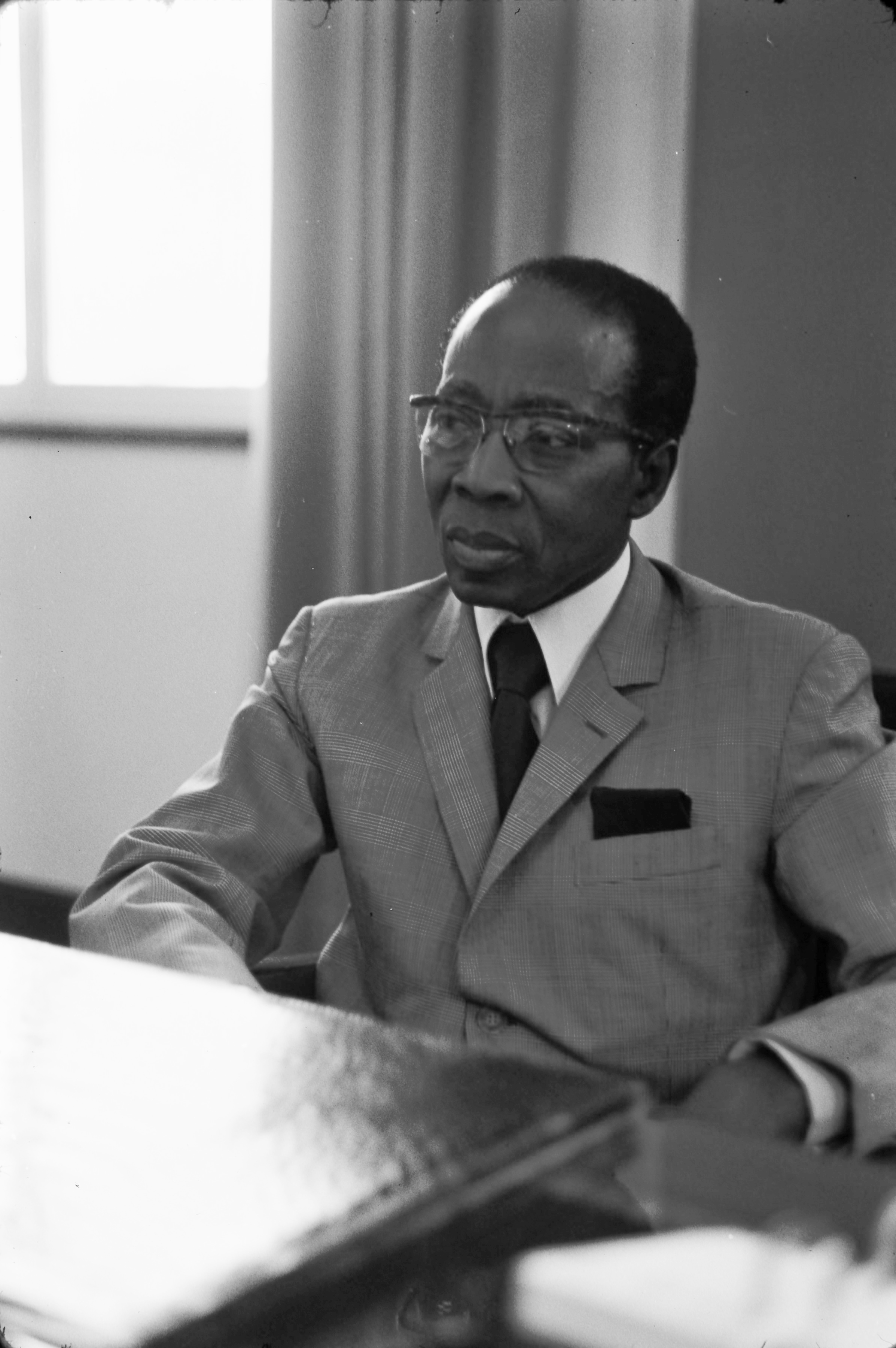
Le député élu du Sénégal de 1946 à 1959 Léopold Sédar Senghor

Malgré ces prises de position, le dirigeant malgache souhaite plus une forte autonomie interne que l'indépendance. Il affiche d'ailleurs, un nationalisme très modéré :
« Nous considérons qu'il vaut mieux avoir une indépendance bien préparée, car une indépendance politique anticipée nous conduirait à la dépendance la plus atroce qui soit, la dépendance économique. Nous continuons à faire confiance à la France et comptons sur le génie français pour trouver, le moment venu, une formule comparable à celle du Commonwealth britannique. Car, nous Malgaches, nous ne voudrons jamais nous séparer de la France. De culture française nous sommes, et nous voulons rester Français. »
Le général de Gaulle, dès son retour au pouvoir, décide d'accélérer le processus d'émancipation des colonies. L'Union française doit être remplacée par une nouvelle organisation. Le général de Gaulle nomme le 23 juillet 1958, un comité consultatif où figurent plusieurs responsables politiques africains et malgache. Les discussions portent essentiellement sur la nature des liens devant unir la France et ses ex-colonies. L'Ivoirien Félix Houphouët-Boigny propose l'établissement d'une « fédération » franco-africaine, le Sénégalais Léopold Sédar Senghor d'une « confédération ». Finalement, c'est le projet de « communauté », soufflé à Tsiranana par un des rédacteurs de la constitution de la Ve Raymond Janot, qui est retenu.
Tout naturellement, Tsiranana mène activement campagne pour le « oui » au référendum du 28 septembre 1958, aux côtés de l'Union des démocrates sociaux de Madagascar (UDSM) du sénateur Norbert Zafimahova, afin que Madagascar intègre la Communauté française. La campagne pour le « non » est, pour sa part, principalement menée par l'Union des populations malgaches (UPM). Le « oui » l'emporte par 1 361 801 votes contre 391 166 « non » . En contrepartie de ce « oui », Tsiranana a obtenu du général l'abrogation de la loi d'annexion de 1896. Le 14 octobre 1958, lors du congrès des conseillers provinciaux, Tsiranana proclame la République autonome malgache dont il devient le Premier ministre provisoire ; le lendemain, la loi d'annexion de 1896 est rendue caduque.

##### La mise en place des institutions malgaches

###### Les manœuvres politiques contre l'opposition
Le 16 octobre 1958, le Congrès élit, au scrutin de liste majoritaire par province, une Assemblée nationale constituante composée de 90 membres. Ce mode de scrutin devait permettre au PSD et à l'UDSM de n'avoir aucun adversaire du « oui » dans l'Assemblée. Sa présidence revient à Norbert Zafimahova.
En réaction à la création de cette assemblée, l'UPM, le FNM et l'Association des amis des paysans, fusionnent le 19 octobre pour donner naissance à l'AKFM (« Parti du congrès pour l'indépendance de Madagascar ») dirigé par le pasteur Richard Andriamanjato. D'orientation marxiste, le parti devient le principal adversaire du gouvernement.
Tsiranana installe donc rapidement dans les provinces, une organisation étatique lui permettant de contenir l'AKFM. Tout d'abord, il nomme des secrétaires d'État dans toutes les provinces. Ensuite, le 27 janvier 1959, il dissout le conseil municipal de Diego-Suarez dirigé par l'opposition marxiste. Enfin, la loi du 27 février 1959 institue le « délit d'outrage aux institutions nationales et communautaires », et lui permet de sanctionner certaines publications.

###### L'élection à la présidence de la République malgache
Le 29 avril 1959, l'Assemblée constituante adopte la constitution élaborée par le gouvernement. Elle s'inspire largement des institutions de la Ve République mais possède ses caractéristiques propres. Le chef de l'État est le chef du gouvernement, il détient tout le pouvoir exécutif ; le vice-président du gouvernement n'a qu'un rôle très effacé. Le parlement est, quant à lui, bicaméral, situation exceptionnelle à l'époque en Afrique francophone. De plus, les provinces, dotées de conseils provinciaux, jouissent d'une certaine autonomie. Finalement, bien que d'inspiration parlementaire, le régime relève plutôt d'un présidentialisme modéré.
Le 1er mai, le parlement élit au sein d'un Collège comprenant également les conseillers provinciaux et des délégués des communes, le président de la République malgache. Quatre candidats sont alors en liste: Philibert Tsiranana, Basile Razafindrakoto, Prosper Rajoelson et Maurice Curmer. Finalement, sur les 114 suffrages exprimés par les congressistes, Tsiranana est unanimement élu premier président de la République malgache par 113 votes favorables, une seule abstention étant relevée.

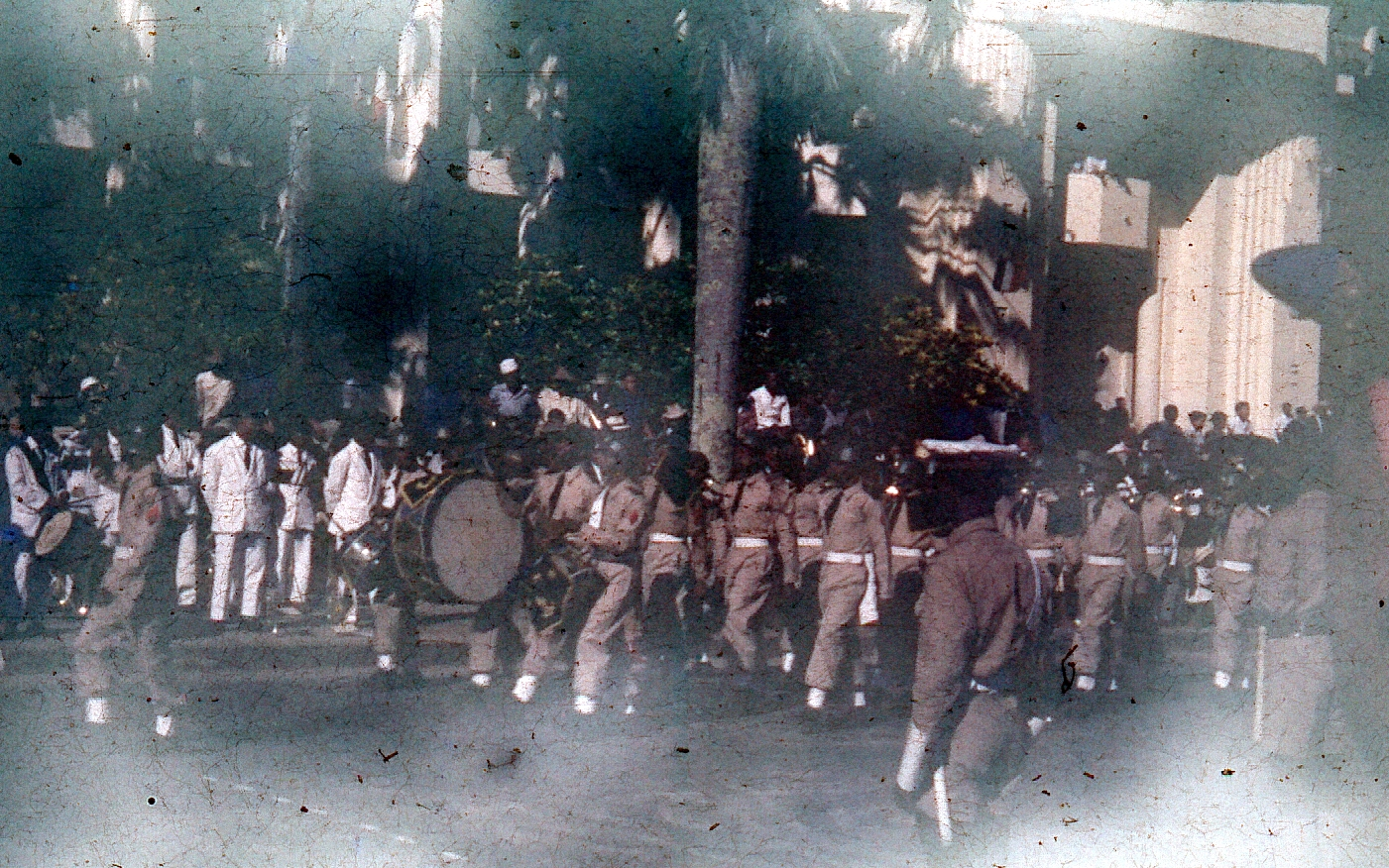
Défilé en l'honneur de l'indépendance le 26 juin 1960.

Le 24 juillet 1959, le général de Gaulle nomme quatre responsables politiques africains, parmi lesquels Philibert Tsiranana, au poste de « ministres-conseillers » du gouvernement français pour les affaires intéressant la Communauté. Le président malgache, par ses nouvelles fonctions, en profite pour évoquer l'accès à la souveraineté nationale de Madagascar ; le Général accepte. En février 1960, une délégation malgache dirigée par André Resampa, se rend à Paris pour négocier le transfert des compétences. Tsiranana insiste pour que toutes les organisations malgaches soient représentées au sein de cette délégation, à l'exception de l'AKFM (qui le déplore). Le 2 avril 1960, les Accords franco-malgaches sont signés à l'Hôtel Matignon entre le Premier ministre français Michel Debré et le président Tsiranana. Le 14 juin, le parlement malgache adopte à l'unanimité les Accords. Le 26 juin, Madagascar devient indépendante.

## À la tête de la République malgache indépendante

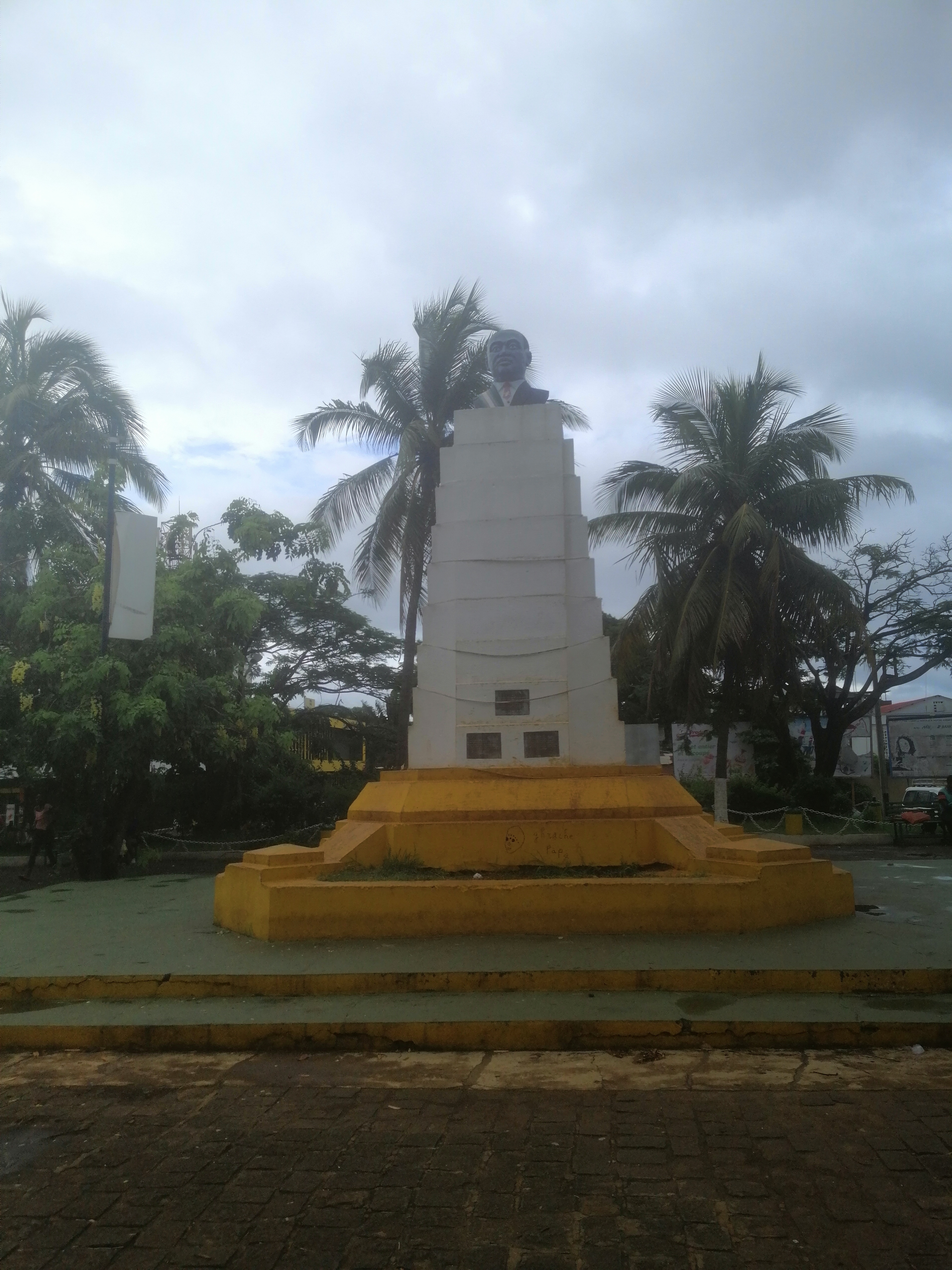
Statue du père de l'indépendance à Antsiranana

### L'«état de grâce» (1960-1967)
Tsiranana entend réaliser l'unité nationale au moyen d'une politique fondée sur la stabilité et la modération.
Afin de légitimer son image de « père de l'indépendance », il ramène sur l'île le 20 juillet 1960, les trois anciens députés « bannis » en France depuis l'insurrection de 1947, Joseph Ravoahangy, Joseph Raseta et Jacques Rabemananjara. L'impact populaire et politique est considérable. Le président propose à ces « héros de 1947 » d'entrer dans son deuxième gouvernement du 10 octobre 1960 ; Joseph Ravoahangy prend le ministère de la Santé, et Jacques Rabemananjara, celui de l'Économie. En revanche, Joseph Raseta refuse et rejoint l'AFKM.

#### Un démocrate dans une République balbutiante
Tsiranana réaffirme fréquemment son appartenance au bloc occidental :
« Nous sommes résolument intégrés au Monde occidental, parce qu'il est le Monde libre, et que notre aspiration la plus profonde, est la liberté de l'homme et la liberté des peuples. »
Ainsi la République de Tsiranana se veut respectueuse des droits de l'homme, la presse dispose d'une relative liberté tout comme la justice. La Constitution de 1959 garantit le pluralisme. L'extrême gauche a notamment le droit de s'organiser politiquement. Une opposition plus ou moins radicale existe ainsi à travers le MONIMA du nationaliste Monja Jaona militant vigoureusement pour la cause du Sud malgache très pauvre et le parti de l'indépendance AKFM prônant le « socialisme scientifique », l'amitié prioritaire avec l'URSS. Le président malgache Tsiranana s'érige comme le protecteur de ces partis, refusant de céder à la 'mode' du parti unique :
« Je suis trop démocrate pour cela, le parti unique conduisant toujours à la dictature. Nous, PSD, comme le précise le titre de notre parti, nous sommes des sociaux-démocrates et refusons, en tant que tels, ce type de parti. Nous pourrions facilement l'instituer dans notre pays, mais nous préférons qu'existe une opposition »
De nombreuses institutions font également offices de contre-pouvoir sur l'île. Les Églises protestante et catholique ont une grande influence au sein de la population. Les diverses centrales syndicales sont politiquement actives dans les centres urbains. De nombreuses associations, notamment étudiantes et féminines, s'expriment très librement.
Néanmoins la 'démocratie' sous Tsiranana connaît ses limites. En dehors des grands centres, les élections sont rarement organisées de manière libre.

##### La neutralisation des fiefs de l'opposition
En octobre 1959, aux élections municipales, l'AKFM ne remporte que la capitale Tananarive avec le pasteur Richard Andriamanjato, et la ville de Diego-Suarez avec le Réunionnais Francis Sautron. Le MONIMA (Mouvement national pour l'indépendance de Madagascar) remporte quant à lui, la mairie de Tuléar avec Monja Jaona, et celle d'Antsirabe avec Emile Rasakaiza.
Le gouvernement Tsiranana, par des manœuvres politiques, prend une à une le contrôle de ces mairies. Tout d'abord, par l'ordonnance no 60.085 du 24 août 1960 : « est désormais chargé de l'administration de la ville de Tananarive un fonctionnaire désigné par le ministre de l'Intérieur et nommé Délégué général ». Le gouvernement prive ainsi de pratiquement toutes ses prérogatives le maire Andriamanjato.
Ensuite, le 1er mars 1961, le président Tsiranana « démissionne » Monja Joana de son mandat municipal de Tuléar. Puis, une loi du 15 juillet 1963, qui stipule que « les fonctions de maire et de 1er adjoint ne peuvent être exercées par des citoyens français », empêche Francis Sautron de se représenter à Diego-Suarez aux élections municipales de décembre 1964.
Enfin, lors de ces dernières à Antsirabe, le PSD remporte 14 sièges sur 36, l'AKFM 14 et le Monima 8. Une coalition de ces deux partis permet au leader local de l'AKFM, Blaise Rakotomavo, de devenir maire. Quelques mois plus tard, André Resampa, ministre de l'Intérieur, déclare la ville ingouvernable et dissout le conseil municipal. Aux nouvelles élections de 1965, le PSD l'emporte.

##### Une opposition parlementaire tolérée
Le 4 septembre 1960, les Malgaches doivent élire leurs députés. Le gouvernement choisit un scrutin de liste majoritaire à un tour afin de faciliter le succès du PSD dans toutes les régions, surtout à Majunga et Tuléar. En revanche, pour la circonscription de Tananarive-ville où est solidement implanté l'AKFM, le scrutin se déroule à la proportionnelle. Ainsi dans la capitale, le PSD avec 27 911 voix remporte deux sièges avec la liste conduite par Joseph Ravoahangy tandis que l'AKFM avec 36 271 voix ne remporte que trois sièges dont celui de Joseph Raseta.
À la fin du scrutin, le PSD détient 75 sièges de députés, ses alliés 29, l'AKFM seulement 3. Quant à la « 3e force », listes fédérant 13 petits partis locaux, bien qu'elle a remporté 30 % des suffrages (468 000 voix), elle n'obtient aucun élu.
En octobre 1961 a lieu le « colloque d'Antsirabe ». Tsiranana y préconise de réduire le nombre de partis politiques, alors au nombre de 33 sur l'île. Le PSD est désormais représenté à l'Assemblée par 104 députés. La scène politique malgache se bipolarise de façon très inégale : il y a d'une part le PSD véritable parti-État et d'autre part l'AKFM seul parti d'opposition toléré par Tsiranana au parlement. Cette opposition est reconduite aux élections législatives du 8 août 1965. Alors que le PSD obtient 104 députés avec 94 % des suffrages (2 304 000 voix), l'AKFM décroche 3 sièges avec 3,4 % des suffrages (145 000 voix). Selon le président Tsiranana, la faiblesse de l'opposition s'explique par le fait que ses membres « parlent trop mais ne travaillent pas », contrairement à ceux du PSD plébiscités en masse par les Malgaches car organisés, disciplinés et en contact permanent avec la population laborieuse.

##### Un président réélu avec 97% des voix en 1965
Le 16 juin 1962, une loi institutionnelle institue l'élection du président de la République au suffrage universel direct. En février 1965, Tsiranana décide d'avancer d'un an le terme de son septennat et de fixer l'élection présidentielle au 30 mars 1965. Joseph Raseta, qui avait quitté en 1963 l'AKFM pour fonder son propre parti le FIPIMA (Union nationale malgache), se porte candidat à la présidence. Un indépendant Alfred Razafiarisoa se porte également candidat. Le leader du MONIMA Monja Jaona se montre aussi un moment désireux de se présenter. L'AKFM fait quant à lui l'économie d'une candidature et aurait discrètement soutenu Tsiranana plutôt que Raseta.
Tsiranana mène une grande campagne dans toute l'île tandis que celle de ces opposants par manque de moyens ne dépasse pas le cadre local<. Le 30 mars 1965, sur les 2 583 051 inscrits, 2 521 216 se sont exprimés. Tsiranana est réélu président par 2 451 441 voix, soit à 97 % des suffrages. Joseph Raseta recueille 54 814 voix et Alfred Razafiarisoa 812 voix.
À l'issue de l'élection du 15 août 1965 pour le renouvellement des Conseils généraux, le PSD obtient 2 475 469 voix sur les 2 605 371 suffrages exprimés sur les sept circonscriptions du pays, soit 95 % des voix. L'opposition recueille avec difficultés 143 090 voix, principalement à Tananarive, Diégo-Suarez, Tamatave, Fianarantsoa et Tuléar.

#### L'artisan du «socialisme malgache»

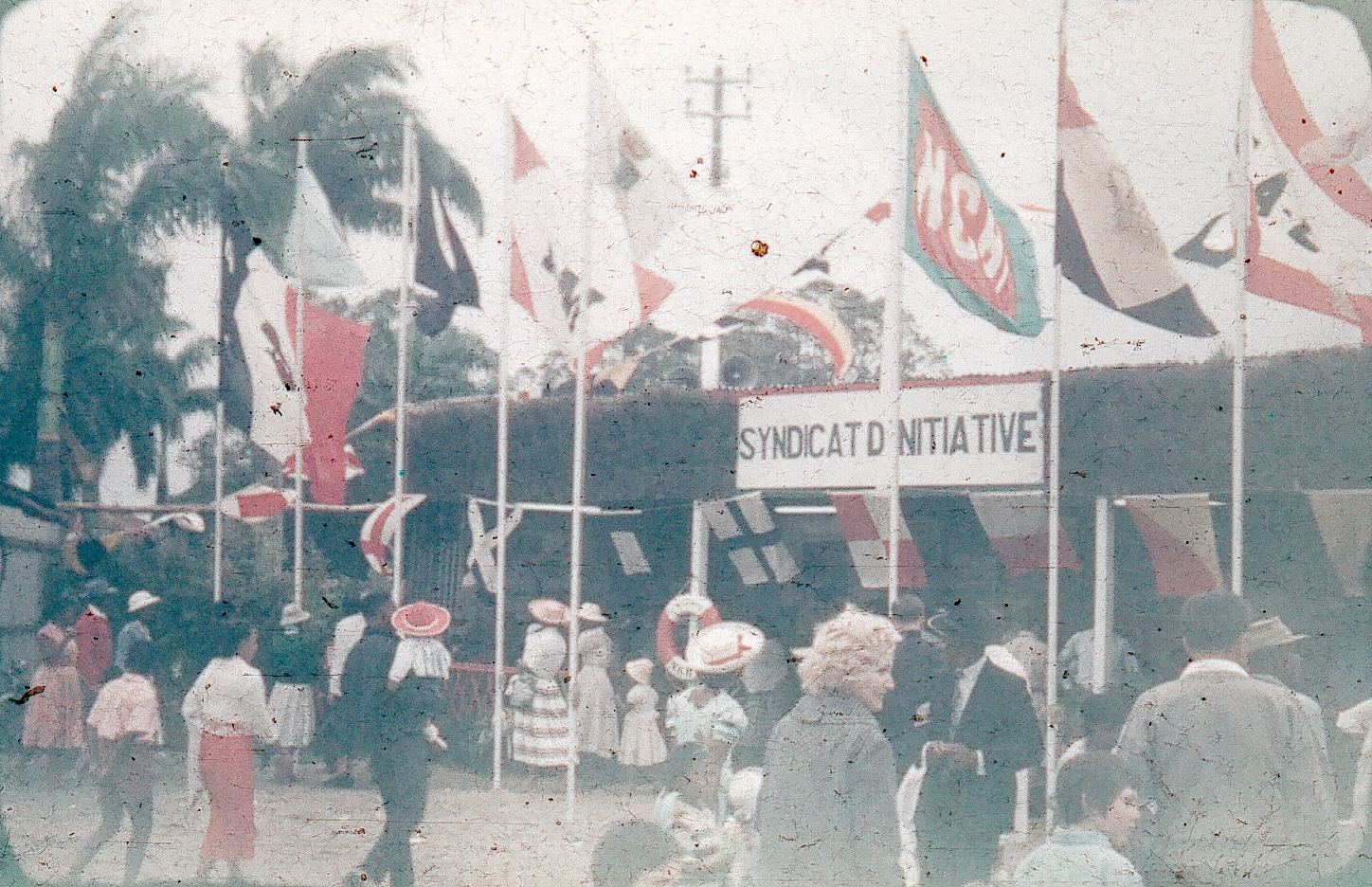
Syndicat d'initiative à Madagascar en 1960.

Une fois l'indépendance et les nouvelles institutions consolidées, le gouvernement se consacre 
à la réalisation du socialisme. Le « socialisme malgache », tel que le conçoit le président Tsiranana, doit permettre de résoudre les problèmes du développement en apportant des solutions économiques et sociales adaptées au pays ; il se veut pragmatique et humaniste.
Afin d'analyser la situation économique du pays, il est organisé du 25 au 27 avril 1962 à Tananarive, les « Journées malgaches du Développement ». Lors de ces audits nationaux, Madagascar apparaît comme un pays aux moyens de communication très insuffisants, souffrant de problèmes d'accès à l'eau et à l'énergie. Peu peuplée (5,5 millions d'habitants) et rurale à 89 % en 1960, elle est potentiellement riche en ressources agricoles. Comme beaucoup de pays du Tiers-monde, elle est en proie à une poussée démographique qui suit de trop près le rythme d'augmentation annuelle moyenne des produits agricoles de 3,7 %.
Un triple objectif gouvernemental est donc confié au ministre de l'Économie Jacques Rabemananjara. Tout d'abord, diversifier l'économie malgache pour la rendre moins tributaire des importations qui s'élève en 1960 à 20 millions de dollars américain. Ensuite, réduire le déficit de la balance commerciale (de 6 millions de dollars), afin de consolider l'indépendance de l'île. Enfin, augmenter le pouvoir d'achat et le niveau de vie des populations, dont le PNB par habitant n'excède pas 101 dollars par an en 1960.

##### Un socialisme libéral pragmatique
La politique économique mise en œuvre sur l'île par l'administration Tsiranana s'inspire d'un néo-libéralisme nuancé, associant encouragement à l'initiative privée (nationale et étrangère) et intervention de l'État. Ainsi en 1964 est adopté un plan quinquennal fixant les grands choix du gouvernement en matière d'investissements. Ils doivent permettre le développement de l'agriculture et la promotion des paysans. Dans la réalisation de ce plan, il est attendu que le secteur privé concourt à hauteur de 55 milliards de francs malgaches (FMG). Afin d'encourager ces investissements, le gouvernement mène une politique favorable à l'octroi de crédits grâce à quatre organismes : l'Institut d'émission, le Trésor public, la Banque nationale malgache, et surtout la Société nationale d'investissement qui prend des participations dans les plus grosses entreprises malgaches et étrangères, commerciales et industrielles. Afin de s'assurer le soutien des capitalistes étrangers, Tsiranana condamne par principe la nationalisation :
« Je suis socialiste libéral. Par conséquent, l'État doit jouer son rôle en laissant libre le secteur privé. Nous, nous devons combler les vides, car nous ne voulons pas faire une nationalisation paresseuse, mais, au contraire, dynamique, c'est-à-dire que nous ne devons pas spolier les autres, et l'État n'intervient que lorsque le secteur privé est déficient».
Cela n'empêche cependant pas le gouvernement de taxer à 50 % les bénéfices commerciaux non réinvestis à Madagascar.
Si Tsiranana est hostile à toute idée de socialisation des moyens de production, il n'en est pas moins socialiste. Son gouvernement incite au développement de coopératives et autres techniques de participation volontaire. Les kibboutz israéliens paraissaient alors être la clef du développement agricole. Ainsi en 1962 est créé un Commissariat général à la Coopération, chargé d'une action en profondeur comportant la mise en place de coopératives de production et de commercialisation sur l'île. En 1970, le secteur coopératif a le monopole de la collecte de la vanille. Il contrôle la production bananière dont il assure également le ramassage, le conditionnement et l'exportation. Il prend pied dans le café, le girofle et le riz. Par ailleurs de grands aménagements hydro-agricoles sont réalisés par des sociétés d'économie mixte telles que la SOMALAC (Société d'aménagement du lac Alaotra) qui anime plus de 5 000 riziculteurs.
L'obstacle majeur au développement réside, dans une grande mesure, dans l'aménagement du territoire. Afin d'y remédier, l'État dévolue au fokonolona, maillon administratif malgache (équivalent d'une commune), les petits travaux « au ras du sol ». Le fokonolona effectue ainsi des travaux d'équipement rural tels que des petits barrages, rentrant dans le cadre de l'exécution du plan régional de développement. Dans ses réalisations, il est aidé par la gendarmerie qui participe activement au reboisement national, ainsi que par le Service civique>. Instauré en 1960 par Tsiranana afin de lutter contre l'oisiveté, le Service civique permet aux jeunes malgaches d'acquérir à la fois une instruction générale et une formation professionnelle.

##### L'éducation comme moteur du développement
Dans le domaine de l'éducation, un effort d'alphabétisation des populations rurales est entrepris grâce notamment au Service civique effectué par les jeunes conscrits. L'enseignement primaire est dispensé dans la plupart des villes et des villages. Les dépenses d'éducation en FMG courants passent de 8 milliards en 1960 à plus de 20 milliards en 1970, soit de 5,8 % à 9,0 % du PIB, ce qui permet un doublement des effectifs du primaire (450 000 à près d'un million), un quadruplement des effectifs du secondaire (26 000 à 108 000) et à un sextuplement des effectifs du supérieur qui passent de 1 100 à 7 000. Des lycées sont ouverts dans toutes les provinces tandis que le Centre d'Études supérieures de Tananarive se transforme en université en octobre 1961. Grâce à cette scolarisation élevée, Tsiranana entend former un grand nombre de cadres techniques et administratifs malgaches.

##### Le bilan économique (1960-1972)
Finalement, sur les 55 milliards de FMG attendus du secteur privé par le premier plan quinquennal, 27,2 seulement ont été investis entre 1964 et 1968. L'objectif a néanmoins été dépassé dans le secteur secondaire avec 12,44 milliards de FMG au lieu de 10,70. L'industrie reste embryonnaire malgré une hausse de sa valeur ajoutée qui atteint 33,6 milliards de FMG en 1971 contre 6,3 milliards de FMG en 1960, soit une progression annuelle moyenne de 15 %. C'est la branche de transformation qui en profite le plus :
- Dans les zones agricoles se développent des rizeries, des féculeries, des huileries, des sucreries et des conserveries[81].
- Sur les Hautes Terres, la cotonnière d'Antsirabe augmente sa production de coton-graine de 2 100 tonnes à 18 700 tonnes[89], tandis qu'est créée à Tananarive la Papeterie de Madagascar (PAPMAD)[88].
- Sur le port de Tamatave s'installe une raffinerie[88].

Cet essor permet la création de 300 000 emplois dans l'industrie dont les effectifs passent de 200 000 en 1960 à 500 000 en 1971.
En revanche, dans le secteur primaire, les initiatives du secteur privé ont été peu nombreuses. À cela plusieurs raisons : handicaps tenant au sol et au climat, aux difficultés de transport et de commercialisation. La précarité des moyens de communication persiste. Sous Tsiranana, il n'existe que trois axes ferrés : Tananarive-Tamatave avec un embranchement sur le lac Alaotra, Tananarive-Antsirabe, et Fianarantsoa-Manakara. Les 3 800 km de routes, bitumés pour 2 560 km d'entre elles, servent essentiellement à relier Tananarive aux ports. Elles laissent d'immenses régions isolées. Quant aux ports, médiocrement équipés, ils assurent un certain cabotage.
L'agriculture malgache sous Tsiranana est donc restée essentiellement de subsistance hormis dans certains secteurs pilotes comme la production de paddy (le riz non décortiqué) qui atteint en 1971, 1 870 000 tonnes contre 1 200 000 tonnes en 1960, soit une progression de 50 %. L'autosuffisance alimentaire est alors quasiment réalisée. Chaque année, il est exporté entre 15 et 20 000 tonnes de riz de luxe dont le rapport de prix avec le riz ordinaire est alors de l'ordre de 2,3. Madagascar exporte également sa production de café laquelle passe de 56 000 tonnes en 1962 à 73 000 tonnes en 1971, et des bananes à hauteur de 15 à 20 000 tonnes par an. Enfin, sous Tsiranana, l'île est le premier producteur mondial de vanille.
Le décollage économique toutefois ne s'est pas produit. Le PNB par habitant n'a augmenté que de 30 dollars en neuf ans pour atteindre 131 dollars en 1969. Les importations se sont accrues, 28 millions de dollars en 1969, provoquant une hausse du déficit de la balance commerciale, soit 11 millions de dollars. L'électricité, fournie par quelques usines, n'alimente que Tananarive, Tamatave et Fianarantsoa. La consommation annuelle d'énergie par habitant n'augmente que sensiblement de 38 kg (équivalent charbon) à 61 kg entre 1960 et 1969.
Cependant la situation n'est pas catastrophique. L'inflation est contenue annuellement à 4,1 % entre 1965 et 1973. La dette extérieure est faible. Le service de la dette ne représente en 1970 que 0,8 % du PNB. Les réserves de change ne sont pas négligeables et atteignent en 1970, 270 millions de francs français. Le déficit budgétaire est contenu dans des limites très strictes. L'absence de surpopulation évite à l'île le problème de la faim d'autant que le cheptel bovin, très important, est estimé à 9 millions de têtes. Le chef de l'opposition, le pasteur marxiste Andriamanjato, y trouve son compte déclarant à l'occasion être « d'accord à 80 p. 100 » avec la politique économique poursuivie par Tsiranana.

#### Un partenaire privilégié de la France
Durant la présidence de Tsiranana, les liens entre Madagascar et la France demeurent extrêmement étroits, et ce dans tous les domaines. Tsiranana assure même aux Français installés à Madagascar qu'ils constituent la 19e tribu de l'île.
Il reçoit les insignes de grand-croix de la Légion d'honneur des mains de Charles de Gaulle lors de sa visite à Paris en octobre 1960.

##### La présence française dans le secteur public
Le président s'entoure d'une équipe de conseillers techniques français, les « vazahas », dont deux principaux :
- Paul Roulleau qui, en qualité de chef de cabinet, a la main haute sur toutes les affaires économiques[93].
- Le général Bocchino, chef d'état-major particulier, qui occupe en fait les fonctions de ministre de la Défense[93].

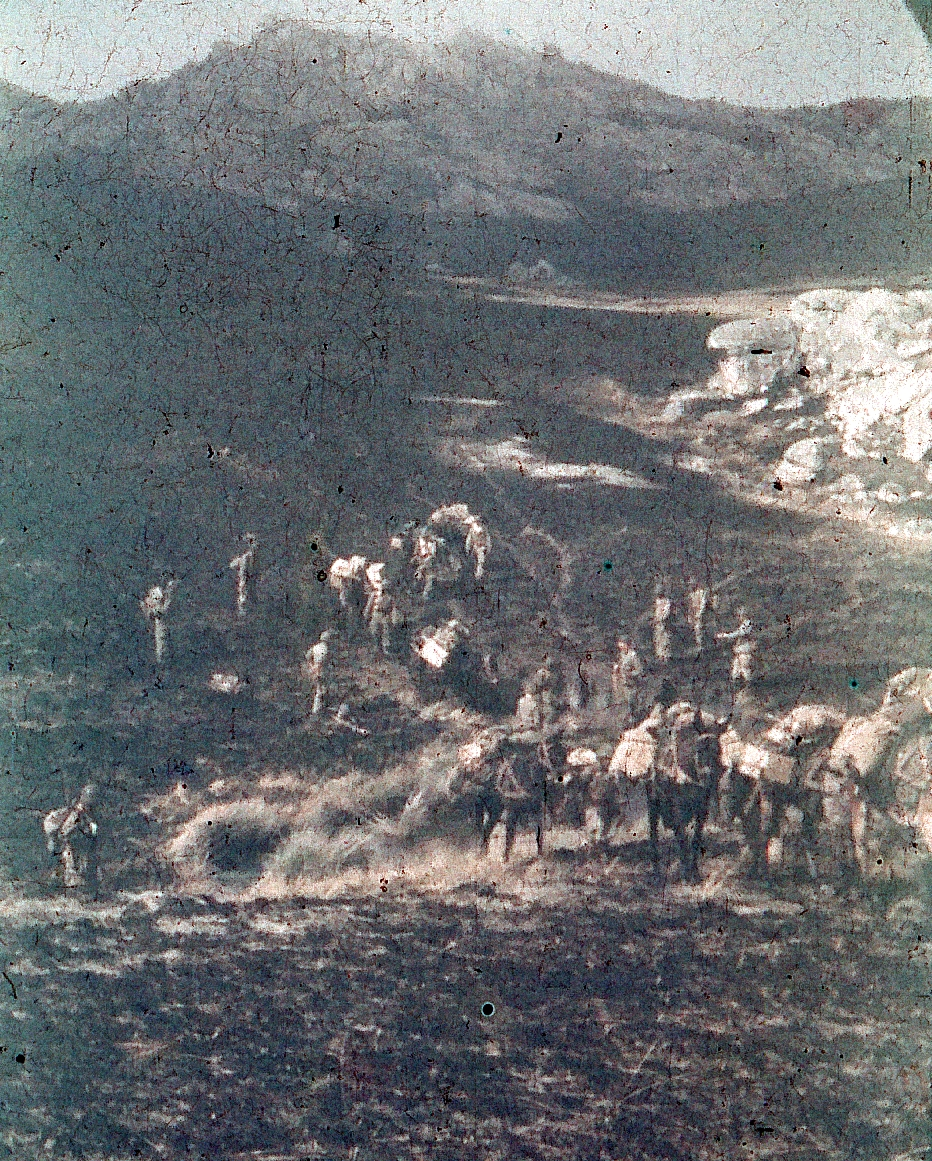
Manœuvres militaires françaises à Madagascar en 1960.

Les coopérants français à Madagascar continuent à assurer le fonctionnement de la machine administrative jusque vers les années 1963/1964. Par la suite, ils sont réduits à un rôle de conseillers et, à de rares exceptions, perdent toute influence. Dans le souci du renouvellement de leur contrat, un certain nombre d'entre eux adoptent une attitude d'irresponsabilité et de complaisance à l'égard des ministres, directeurs ou chefs de services.
La sécurité même du pays est placée sous la responsabilité des troupes françaises continuant à occuper diverses bases stratégiques de l'île. Les parachutistes français sont installés à l'aéroport international d'Ivato-Tananarive, tandis que le commandement en chef des Forces militaires françaises dans l'Océan indien est basé dans la rade de Diego-Suarez au nord du pays. Lorsqu'en janvier 1964, le gouvernement français décide de retirer de la Grande île près de 1 200 de ses militaires, le président Tsiranana s'offusque :
« Le départ des troupes militaires françaises représenterait pour le pays une perte de trois milliards de francs CFA. Je suis d'accord avec le président Senghor quand il dit que la déflation des troupes militaires françaises va jeter sur le marché du travail de nombreux chômeurs. La présence des troupes françaises est une aide économique et financière indirecte, et j'ai toujours approuvé son maintien à Madagascar ».

##### Le poids français dans l'économie malgache
Madagascar est, depuis l'Indépendance, dans la zone franc. L'appartenance à cette zone permet à la Grande île d'assurer la couverture en devises des importations reconnues prioritaires, de donner une garantie de débouchés à certains produits agricoles, à des prix supérieurs aux cours mondiaux (bananes, viande, sucre, riz de luxe, poivre, etc.), de sécuriser les investisseurs privés, de maintenir une certaine rigueur dans la politique budgétaire de l'État. Aussi, en 1960, 73 % des exportations sont dirigées vers la zone franc et bien sûr, parmi les principaux acheteurs se trouve la France avec 10 milliards de francs CFA.
La France lui octroie d'ailleurs une aide particulièrement importante en douze ans de 400 millions de dollars. Cette aide, sous toutes ses formes, est voisine ou égale aux deux tiers du budget national malgache jusqu'en 1964<. De plus, grâce aux conventions d'association avec la Communauté économique européenne (CEE), les avantages découlant des organisations de marché de la zone franc et du Fonds d'Aide et de Coopération français (FAC) sont transposés au niveau communautaire. Ainsi, Madagascar peut bénéficier de préférences tarifaires appréciables et recevoir entre 1965 et 1971, une aide évaluée à 160 millions de dollars de CEE.
Outre cette forte dépendance financière, la Grande île sous Tsiranana donne l'impression que les Français ont conservé leur position prépondérante dans l'économie. Les banques, les assurances, le grand commerce, l'industrie et certaines productions agricoles (sucre, sisal, tabac, coton, etc.) restent détenus par les minorités étrangères.

#### La politique étrangère de Tsiranana

##### À la recherche de nouveaux partenaires

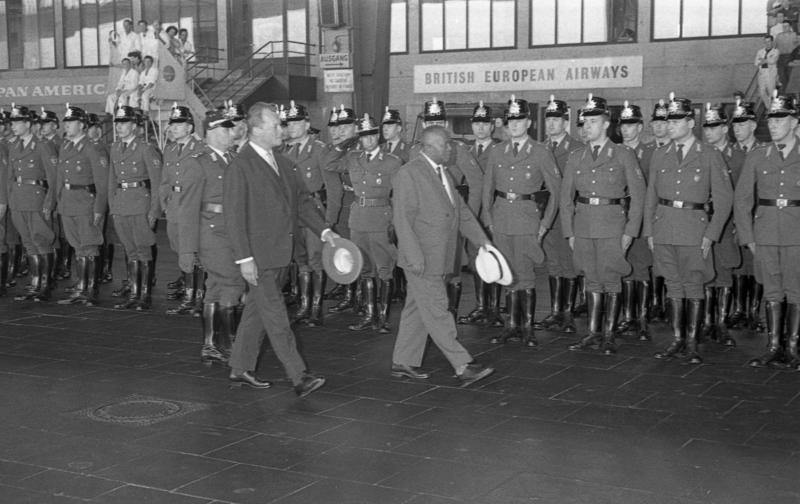
Philibert Tsiranana à Berlin Ouest en 1962 accompagné du bourgmestre-gouverneur de Berlin Willy Brandt.

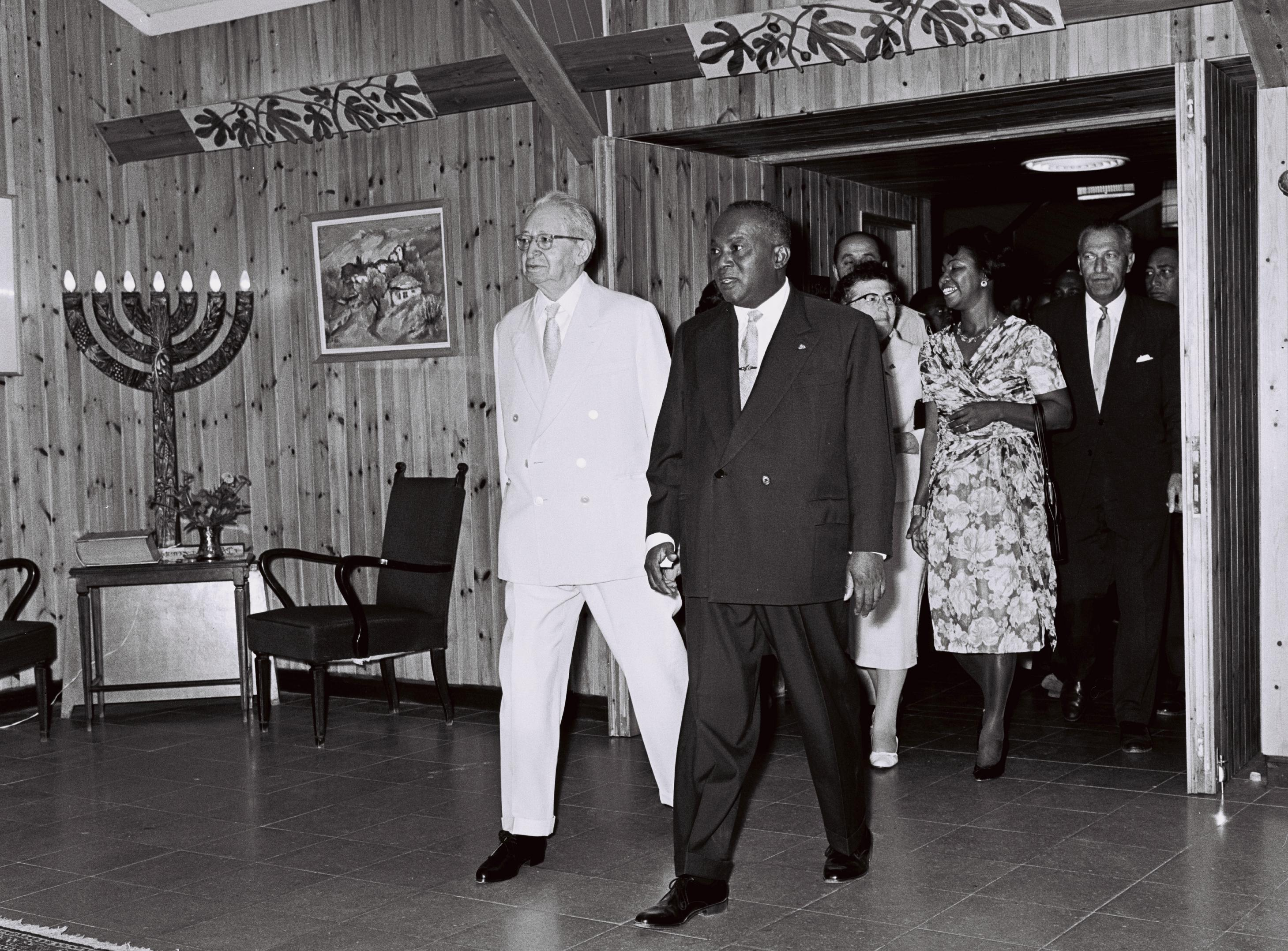
Philibert Tsiranana à Jérusalem en 1961 accompagné du président de la République d'Israël Yitzhak Ben-Zvi.

Ce partenariat avec la France donne l'image d'une Grande Île complètement inféodée à l'ancienne métropole, qui accepte volontairement un néo-colonialisme envahissant. En fait, par cette politique avec la France, Tsiranana tente simplement de tirer le maximum de profit pour son pays soumis à des contraintes objectives qu'il estime insurmontables par d'autres voies. D'ailleurs, afin de se libérer de la tutelle économique de la France, le président malgache noue des liens diplomatiques et commerciaux avec d'autres États partageant la même idéologie :
- La RFA importait déjà en 1960 pour 585 millions de francs CFA de produits malgaches[71]. Elle signe le 21 septembre 1962 un traité de collaboration économique qui ouvre à Madagascar un crédit de 1,5 milliard de francs CFA[102]. De plus, la Fondation Philibert-Tsiranana, inaugurée en 1965 et chargée de former les cadres politiques et administratifs du PSD malgache, est financée par le Parti social-démocrate allemand[78].
- Les États-Unis, qui en 1960 importaient pour 2 milliards de francs CFA de produits malgaches[71], apportent entre 1961 et 1964 une aide de 850 millions de FMG[103].
- Le 26 janvier 1963 est signé un traité d'amitié israélo-malgache[61]. Lors de la création le 22 décembre 1965 des Forces républicaines de sécurité, véritable garde présidentielle, ce sont des Israéliens qui contribuent à la formation initiale des unités[104].
- Avec Taïwan, il entreprend de poursuivre des relations accrues après sa visite sur l'île en avril 1962[105].

Un essai d'ouverture sur le plan commercial est ensuite entrepris à la fois vers le bloc communiste et vers l'Afrique australe avec le Malawi et l'Afrique du Sud. Mais cet éclectisme suscite parfois des controverses, surtout lorsque les résultats ne sont pas tangibles.

##### Une politique de modération

Timbre soviétique à l'effigie de Kwame Nkrumah.

Tsiranana prône la modération et le réalisme dans les instances internationales comme l'ONU, l'Organisation de l'Unité Africaine (OUA), et l'Organisation Commune Africaine et Malgache (OCAM). Il s'oppose ainsi aux idées panafricaines proposées par Kwame Nkrumah. Pour sa part, il souhaite coopérer avec l'Afrique dans le domaine économique, mais non dans celui de la politique. D'ailleurs, lors de la deuxième conférence de l'OUA au Caire le 19 juillet 1964, il déclare que l'organisation est atteinte d'une triple maladie :
« la « verbite », car tout le monde veut faire des discours… la « démagogite », car nous faisons des promesses que nous ne pouvons pas tenir… la « complexité », car beaucoup d'entre nous n'osent pas dire ce qu'ils pensent sur certains problèmes».
Il se pose même en médiateur du 6 au 13 mars 1961, lorsque est organisée une table-ronde à Tananarive pour permettre aux différents belligérants congolais de trouver une solution à la guerre civile. Il est alors décidé de transformer la République du Congo en une confédération, présidée par Joseph Kasavubu. Mais la médiation est vaine, les combats auront tôt fait de reprendre.
Si Tsiranana se veut modérateur, il n'en est pas moins profondément anticommuniste. Il n'hésite pas à boycotter la troisième conférence de l'OUA organisée à Accra en octobre 1965 par le très progressiste président du Ghana Kwame Nkrumah. Le 5 novembre 1965, il s'attaque à la République populaire de Chine et affirme que « les coups d'État portent toujours la trace de la Chine communiste » Peu de temps après, le 5 janvier 1966 à la suite du coup d'État de la Saint-Sylvestre au Centrafrique, il fait même l'éloge des putschistes :
« Ce qui m'a plu dans l'attitude du colonel Bokassa, c'est qu'il a pu chasser les communistes ! »

### Le déclin et la chute du régime (1967-1972)
À partir de 1967, le président Tsiranana doit faire face à une montée des critiques. Tout d'abord, il est patent que les structures mises en œuvre par le socialisme malgache pour développer le pays n'ont pas de grande efficacité macro-économique. Ensuite, on se surprend par certaines mesures adoptées, comme l'interdiction du port de la minijupe, qui entrave la promotion du tourisme.
Enfin, en novembre 1968, est publié un document intitulé Dix années de République, rédigé par un assistant technique français et un Malgache, qui critique durement les dirigeants du PSD, et dénonce quelques scandales financiers imputés par les auteurs au pouvoir en place. Une enquête est ouverte et se termine par la condamnation pénale d'un des rédacteurs. Cette affaire ne laisse pas indifférents les milieux intellectuels. Ainsi, l'usure inévitable du régime engendre une contestation discrète mais certaine.

#### L'usure du régime

##### La remise en cause de la politique francophile
Entre 1960 et 1972, qu'ils soient merina ou côtiers, les Malgaches sont largement convaincus que si l'indépendance politique est réelle, l'indépendance économique en revanche ne l'est pas. Les Français contrôlent l'économie et investissent la quasi-totalité des postes techniques de la haute fonction publique malgache. La révision des accords franco-malgaches et la nationalisation signifient donc, aux yeux des Malgaches, la libération de cinq à dix mille emplois de bon niveau, tenus par des Européens qu'il paraît possible de remplacer au pied levé.
Autre contestation : l'appartenance de Madagascar à la zone franc. Selon les certitudes de l'époque, tant que la Grande île se maintiendra dans cette zone, seules les filiales ou les succursales des banques françaises s'y installeront. Or ces banques locales rechignent quotidiennement à prendre le moindre risque pour favoriser le démarrage d'entreprises malgaches, sous prétexte de garanties insuffisantes. Ainsi, les Malgaches n'ont qu'un accès limité au crédit, car les Français ont toujours la priorité. De plus, l'appartenance à la zone franc implique des habitudes restrictives à la liberté des changes et des importations.
Aussi, dès 1963, lors du 8e congrès du PSD, des personnalités du parti gouvernemental évoquent la possibilité de réviser les accords franco-malgaches. C'est cependant en 1967, lors du 11e congrès du parti, qu'est véritablement demandée la révision. André Resampa, l'homme fort du régime, s'en fait d'ailleurs le porte-parole.

##### La maladie du président
Le président Tsiranana souffre d'une maladie cardiovasculaire. En juin 1966, son état de santé se dégrade nettement ; il est forcé de prendre deux mois et demi de convalescence, puis de se rendre trois semaines en France afin d'y parfaire sa guérison. Officiellement, le mal dont il souffre provient d'une fatigue. Par la suite, le dirigeant malgache se rend fréquemment à Paris y faire des examens et sur la Côte d'Azur s'y reposer. Sa santé ne s'améliore pas pour autant.

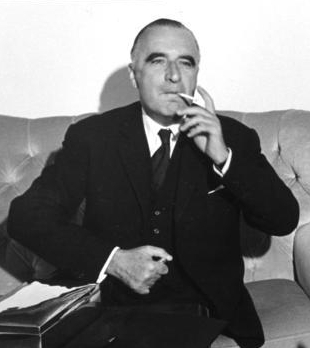
Georges Pompidou.

Éloigné quelque temps des affaires, Tsiranana réaffirme à la fin de l'année 1969 son autorité et son rôle de meneur au sein du gouvernement. Il décide ainsi le 2 décembre, à la surprise générale, de « dissoudre » le gouvernement, alors même que cette mesure est anticonstitutionnelle car relevant de la motion de censure. Une quinzaine de jours plus tard, il forme un gouvernement reprenant les mêmes ministres à deux exceptions près. En janvier 1970, alors qu'il est de nouveau en déplacement en France, son état s'aggrave soudainement. Le président de la République française Georges Pompidou déclare alors à Jacques Foccart :
« Tsiranana m'a fait très mauvaise impression physiquement. Il avait un papier sous les yeux et ne pouvait pas le lire. Il n'avait pas l'air du tout à son affaire et ne m'a parlé que de petits détails, de petites choses et pas de politique générale».
Malgré tout, le président malgache se rend à Yaoundé afin d'assister au sommet de l'OCAM. Dès son arrivée dans la capitale camerounaise, le 28 janvier, il est victime d'une attaque et regagne aussitôt Paris, par avion spécial, pour y être soigné à l'hôpital de la Salpetrière. Durant dix jours, le président reste dans le coma avant de recouvrer la parole et presque toutes ses facultés. Son hospitalisation se prolonge jusqu'au 14 mai 1970. Durant ces trois mois et demi de convalescence, il reçoit la visite de nombreuses personnalités politiques françaises et malgaches dont, le 8 avril, celle du chef de l'opposition Richard Andriamanjato, de retour de Moscou.
Le 24 mai, Philibert Tsiranana regagne Madagascar. En décembre 1970, il multiplie les déplacements sur la Grande île afin d'annoncer aux Malgaches son intention de demeurer au service du pays car il pense avoir recouvré la santé<. Mais le déclin politique est nettement amorcé. Tsiranana, exacerbé par le culte de la personnalité, devient autoritaire et irritable. Il se réclame même de la volonté divine :
« Pourquoi Dieu a-t-il choisi David, un petit berger pauvre, pour devenir roi d'Israël ? Et pourquoi Dieu a-t-il conduit l'humble bouvier d'un village perdu de Madagascar, pour devenir le chef d'un peuple entier ? »
En fait, coupé des réalités par un entourage de courtisans intéressés, il se révèle incapable d'apprécier la situation socio-économique.

#### Les conflits de succession

##### Les accusations de corruption
La lutte pour la succession du président Tsiranana commence dès 1964. Au sein du gouvernement, une bataille sourde éclate entre les deux tendances du PSD. Tout d'abord, l'aile modérée, libérale et chrétienne symbolisée par Jacques Rabemananjara. Ensuite, le courant progressiste représenté par le puissant ministre de l'Intérieur, André Resampa. Cette année-là, Jacques Rabemananjara, alors ministre de l'Économie, est victime d'une campagne de diffamation entreprise par l'ensemble de la presse tananarivienne, y compris par les journaux du PSD. Il est accusé, lui et ses collaborateurs, de corruption dans une affaire de ravitaillement en riz. La campagne est inspirée par le sénateur Rakotondrazaka, très proche d'André Resampa ; le sénateur se trouve pourtant incapable de fournir la moindre preuve.
Le président Tsiranana ne fait rien pour défendre l'honneur de Rabemananjara. Ce dernier perd simplement le 31 août 1965 l'Économie contre l'Agriculture puis prend le portefeuille des Affaires étrangères en juillet 1967. Quelques mesures d'austérité et de compression des dépenses concernant les cabinets ministériels sont aussi prises en septembre 1965 : suppression de divers avantages et indemnités, accordés jusqu'alors à des fonctionnaires et certaines personnalités, notamment l'usage de véhicules administratifs. Mais l'image du gouvernement est écornée.
Paradoxalement, le 14 février 1967, Tsiranana encourage les personnalités du gouvernement et du parlement à participer à l'effort d'industrialisation du pays, en prenant part aux affaires des entreprises qui s'implantent dans les régions. Pour le président malgache, il s'agit là d'encourager les promoteurs dans leurs prises de risques et la participation des personnalités politiques est même présentée comme un geste patriotique concourant au développement des investissements et à la promotion du pays. Toutefois, incertaine et en tout cas insaisissable au niveau du gouvernement et de la haute administration, la corruption est cependant nettement perceptible dans les campagnes où la moindre démarche doit, dès 1964, s'accompagner du versement d'un bakchich.

##### André Resampa, dauphin?
En 1968, André Resampa apparaît comme le dauphin du président. Pourtant lors de l'hospitalisation en urgence de Tsiranana en janvier 1970, l'ascension du ministre de l'Intérieur est loin d'être évidente. Outre Jacques Rabemananjara, le président de l'Assemblée nationale Alfred Nany affiche des ambitions présidentielles. Le principal adversaire de Resampa est cependant le vice-président de la République Calvin Tsiebo lequel bénéficie en cas de vacance du pouvoir à la fois de la légitimité constitutionnelle et du soutien du « Monsieur Afrique de l'Élysée » Jacques Foccart.
Après le rétablissement de Tsiranana en 1970, une rapide révision constitutionnelle est opérée. Quatre vice-présidences hiérarchisées au sein d'un gouvernement numériquement très élargi s'efforcent de parer à la hantise du vide. Resampa est officiellement investi de la première vice-présidence du gouvernement, Calvin Tsiebo est relégué à un rôle subalterne. André Resampa semble alors remporter la bataille.
Les relations se dégradent entre le président et son dauphin. Resampa, tenant de la dénonciation des accords franco-malgaches, obtient du conseil national du PSD le 7 novembre 1970 l'adoption d'une recommandation préconisant leur révision. Tsiranana s'offusque. Il se laisse persuader par son entourage que son premier vice-président est en train de 'comploter'. Le 26 janvier 1971, dans la soirée, le président ordonne d'acheminer sur Tananarive des renforts de la gendarmerie, consigne l'armée et renforce la garde du palais présidentiel. Le 17 février 1971, il dissout le gouvernement. Resampa est rétrogradé, Tsiranana lui retire le portefeuille de l'Intérieur pour en assumer lui-même la charge, Calvin Tsiebo devient premier vice-président.
Si l'on en croit les carnets publiés de Foccart, la France n'aurait joué aucun rôle particulier dans ces événements. Foccart aurait déclaré au président de la République française Pompidou le 2 avril 1971 :
« Je crois que tout cela vient de la sénilité et de la défiance de Tsiranana. Il a liquidé son ministre de l'Intérieur et il renvoie les collaborateurs de celui-ci qui connaissaient bien les problèmes. Son pays est maintenant démantibulé. Logiquement, il devrait maintenant reconnaître son erreur et reprendre Resampa ; mais tout porte à croître, au contraire, qu'il va s'en prendre à Resampa et l'arrêter, ce qui serait une catastrophe ».
Le 1er juin 1971, à l'issue du Conseil des ministres, André Resampa est arrêté. Accusé de complot avec l'appui de l'administration américaine, il est placé en résidence surveillée dans la petite île de Sainte-Marie. L'ambassadeur des États-Unis est déclaré persona non grata et expulsé de Madagascar. Quelques années plus tard, Tsiranana confesse l'inexistence de ce complot.

#### La flambée des violences
Aux élections législatives du 6 septembre 1970, le PSD emporte de nouveau 104 sièges contre trois pour l'AKFM. Au sujet du déroulement de l'élection, le parti de l'opposition dépose 600 plaintes qui demeurent sans suite. À l'élection présidentielle du 30 janvier 1972, où le taux de participation est de 98,8 %, Tsiranana est réélu par 99,72 % des suffrages, sans adversaire ; il entame un troisième mandat. Mais alors que durant la campagne électorale, peu de journaux ont été l'objet de saisies, on assiste à une véritable chasse aux sorcières contre les publications critiquant les résultats du scrutin, les méthodes employées pour les établir, ainsi que les menaces et pressions exercées sur les électeurs pour qu'ils se rendent aux urnes.
La « démocratie restreinte » de Tsiranana montre ainsi des faiblesses. Convaincue de ne pouvoir se faire entendre par la voie des urnes, l'opposition décide d'emprunter le chemin de la rue. Cette opposition sera soutenue par l'élite merina que Tsiranana et Resampa se sont efforcés d'éloigner des centres de décision.

##### 1971, le début de la fin
Le 24 mars 1971, une grève universitaire est déclenchée par la Fédération des Associations d'Étudiants de Madagascar (FAEM), d'obédience AKFM. Elle est suivie par environ 80 % des cinq mille étudiants des diverses filières. Le lendemain, le président ordonne la fermeture de l'université affirmant :
« Le gouvernement ne tolèrera, en aucune façon, qu'un problème strictement universitaire puisse être utilisé à des fins politiques »

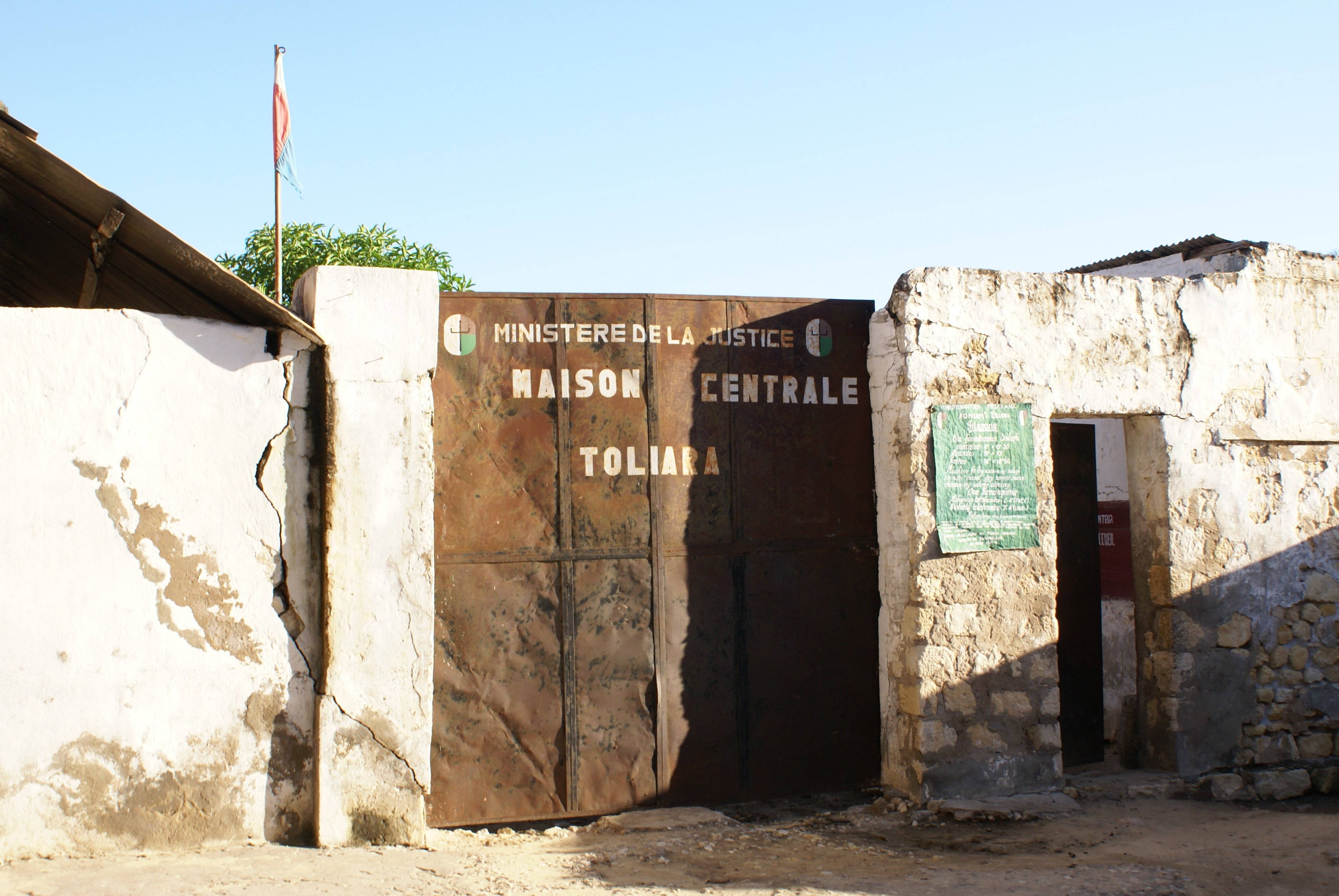
L'entrée de la prison de Tuléar.

Dans la nuit du 31 mars au 1er avril 1971, un mouvement insurrectionnel est déclenché dans le Sud de Madagascar, notamment à Tuléar et dans sa région. La jacquerie, dirigée par Monja Jaona, est composée d'éleveurs du Sud-Ouest qui refusent de payer l'impôt trop lourd, et d'acquitter les cotisations exorbitantes, d'autant qu'obligatoires, du parti PSD. La province, particulièrement déshéritée, attend au contraire des aides indispensables à la survie sur des terres asséchées ou parfois malmenées par les cyclones. Le MONIMA n'a alors aucun mal à enhardir les foules pour occuper les bâtiments officiels et s'y livrer à de multiples saccages.
La jacquerie est rapidement et durement réprimée. Le chiffre de 45 morts parmi les insurgés est contesté par Monja Jaona qui parle lui, de plus de mille morts. Ce dernier est d'ailleurs arrêté et son parti interdit. Les exactions de la gendarmerie (dont le commandant était le colonel Richard Ratsimandrava qui en 1975 sera un éphémère président de la république car assassiné six jours après sa prise de fonction) dans le Sud ont pour conséquence de déclencher, à travers le pays, un fort mouvement d'hostilité à l'égard de l'« État-PSD ». Le président Tsiranana essaie de tempérer. Il déplore le comportement de certains fonctionnaires intransigeants qui conduisent à l'exploitation de la misère humaine ; il condamne également les fonctionnaires ayant abusé de ceux qui, après la jacquerie, regagnaient leur village et se virent extorquer de l'argent et des bœufs.

##### Le mai malgache
À la mi-mars, faute de prise en considération des revendications d'étudiants en médecine, un mouvement de grève se déclenche à l'école de Befelatanana dans la capitale. En riposte, le 19 avril 1972, les autorités dissolvent l'Association des étudiants en médecine et en pharmacie qui appuyait ces revendications. Cette mesure a été prise par le nouvel homme fort du régime, le ministre de l'Intérieur Barthélémy Johasy, à qui l'on devait déjà le renforcement de la censure sur la presse. En protestation, les universitaires et certains lycéens de la capitale lancent dès le 24 avril un nouveau mouvement de grève. Des pourparlers sont ouverts entre le gouvernement et les manifestants, mais chaque camp reste sur ses positions. La grève se propage et atteint Fianarantsoa le 28 avril, Antsirabe le 29. Elle est désormais massivement suivie par des élèves de l'enseignement secondaire dans de nombreuses villes provinciales qui dénoncent « les accords de coopération franco-malgaches et les méfaits de l'impérialisme culturel. ».
Très vite, les autorités sont débordées et, prises de panique, font arrêter 380 étudiants et sympathisants dans le campus universitaire, le soir du 12 mai pour ensuite les déporter au pénitencier de Nosy Lava, une petite île au nord de Madagascar. Le lendemain, une grande manifestation de protestation réunissant cinq mille jeunes se transforme à Tananarive en insurrection contre le régime. Le service d'ordre, composé essentiellement de quelques dizaines de membres des Forces républicaines de sécurité (FRS), se trouve complètement dépassé par les événements et finit par tirer sur la foule. L'émeute redouble. Le bilan officiel du 13 mai est de 26 morts dont 7 parmi les forces de l'ordre et plus de 200 blessés.
En réaction à ces violences, la plupart des fonctionnaires de la capitale et les employés de nombreuses entreprises cessent le travail, ce qui achève de discréditer le régime. Le 15 mai, une centaine de milliers de manifestants se dirige vers le palais présidentiel en réclamant la libération des déportés. La journée est marquée par une chasse aux FRS provoquant la mort de cinq d'entre eux ainsi que de cinq nouveaux manifestants. La gendarmerie, appelée à la rescousse, refuse de s'associer à la répression tandis que l'armée adopte une position ambiguë. Finalement, le gouvernement décide le retrait définitif des unités des FRS et à leur remplacement par des unités militaires.
Le président Tsiranana interrompt sa cure thermale à Ranomafana, dans la région de Fianarantsoa, et regagne enfin Tananarive. Il ordonne le la libération des 380 bannis qui sont le 16 mai de retour dans la journée dans la capitale. Mais l'autorité de Tsiranana est de plus en plus ouvertement contestée d'autant que, le 17 mai, le gouvernement français annonce que l'armée stationnée sur l'île « n'intervient et n'interviendra pas dans la crise de Madagascar qui est une crise interne ». Ne réussissant pas à mobiliser ses fidèles, Tsiranana confie le 18 mai les pleins pouvoirs au général Gabriel Ramanantsoa, chef d'état-major de l'armée.

## La retraite forcée de Tsiranana
Tsiranana est toujours le président de la République malgache et les pleins pouvoirs donnés au général Ramanantsoa ne constituent pour lui qu'une parenthèse. Il déclare à Jacques Foccart le 22 mai 1972 : « J'ai été élu par le peuple. On me tuera peut-être, mais je ne m'en irai pas. On mourra ensemble, avec ma femme, s'il le faut ! »
Mais ces pouvoirs relèvent, depuis le 18 mai, du virtuel. Sa présence est d'ailleurs politiquement inutile voire encombrante. Tsiranana en prend progressivement conscience. Lors d'un voyage privé à Majunga, le 22 juillet, des manifestants l'accueillent en arborant des banderoles hostiles, telles que « Nous en avons marre de vous papa » ou « C'est fini le PSD ». C'est également à Majunga que, durant les événements de mai, le buste du président trônant au centre de la ville avait été abattu. Toutefois, il faut véritablement attendre le référendum constitutionnel du 8 octobre 1972 acquis à 96,43 % des suffrages et qui confie les pleins pouvoirs à Ramanantsoa pour cinq ans pour le convaincre qu'il a fait son temps. Tsiranana est alors déchu de ses fonctions de président de la République.
Se qualifiant quant à lui de « président de la République suspendu », il n'entend pas se retirer de la vie politique et devient même un opposant virulent au régime militaire. Le général Ramanantsoa lui signifie cependant qu'il n'a pas à parler de choses politiques et qu'il n'est pas, non plus, autorisé à faire des déclarations à des journalistes. Le PSD va alors connaître des tracasseries judiciaires avec l'interpellation de nombreuses personnalités du parti. Lors des élections consultatives du Conseil National Populaire de Développement (CNPD) du 21 octobre 1973, le PSD est à son tour victime des irrégularités du scrutin. Les candidats favorables au pouvoir enlèvent ainsi 130 sièges sur 144.
Lors de ce scrutin, Tsiranana renoue avec son ancien dauphin André Resampa, libéré en mai 1972, qui entre-temps a fondé l'Union des socialistes malgaches (USM). La réconciliation aboutit à la fusion, le 10 mars 1974, du PSD et de l'USM qui deviennent le Parti socialiste malgache (PSM) avec Tsiranana pour président et Resampa comme secrétaire général. Le PSM réclame un gouvernement de coalition afin de mettre fin au désordre économique et social, notamment aux pénuries, lié à la « malgachisation » et à la « socialisation » de la société malgache. Dans un communiqué du 3 février 1975, Tsiranana propose même la création d'un « comité des sages », chargé de désigner une personnalité appelée à former un gouvernement provisoire devant organiser des élections libres et démocratiques dans un délai de 90 jours.
Après la démission du général Gabriel Ramanantsoa et l'accession à la tête de l'État du colonel de gendarmerie Richard Ratsimandrava le 5 février 1975, Philibert Tsiranana décide de se retirer de la vie politique. Mais le 11 février 1975, Ratsimandrava est assassiné. Un tribunal militaire exceptionnel est alors chargé du « procès du siècle ». Parmi les 296 inculpés se trouve Tsiranana qui doit répondre de huit chefs d'accusation dont le plus grave, pénalement, est celui de « complicité dans l'assassinat du colonel Richard Ratsimandrava, chef de l'État et du gouvernement ». Philibert Tsiranana est finalement relaxé, faute de preuve.

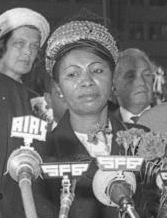
Justine Tsiranana en 1962.

Après le procès, l'ancien président ne préoccupe plus grand monde à Madagascar. Il se rend un temps en France pour y retrouver sa famille et consulter ses médecins. Puis, le 14 avril 1978, il est transporté en urgence à Tananarive, dans un état critique. Admis à l'hôpital Befelatanana dans le coma, il ne reprend pas connaissance et s'éteint le dimanche 16 avril 1978 en fin d'après-midi. Le Conseil suprême de la Révolution, dirigé par Didier Ratsiraka, organise pour lui des funérailles nationales. L'immense foule tananarivienne qui se presse à ses obsèques témoigne du respect et de l'affection portée, en définitive, à celui qui reste dans l'histoire malgache un personnage de premier plan, et probablement un personnage vénéré. Son épouse Justine est décédée en 1999 ; mariés en 1933, ils sont les parents de huit enfants, dont la femme politique Ruffine Tsiranana.

## Distinctions
- Grand-croix de l'ordre national du Dahomey (1963)[174]
- Grand cordon de l'ordre national Malagasy

## Œuvre
- Le cahier bleu. Pensées - souvenirs, Imprimerie nationale de Madagascar, 1971